# Carlo Luigi Morichini
Carlo Luigi Morichini, italijanski rimskokatoliški duhovnik, škof in kardinal, * 21. november 1805, Rim, † 26. april 1879, Rim.

## Življenjepis
20. decembra 1828 je prejel duhovniško posvečenje.
21. aprila 1845 je bil imenovan za naslovnega nadškofa Nisibisa. 23. maja je bil imenovan za apostolskega nuncija v Nemčiji in 25. maja istega leta je prejel škofovsko posvečenje.
2. avgusta 1847 je postal uradnik v Rimski kuriji. 
15. marca 1852 je bil povzdignjen v kardinala in imenovan za kardinal-duhovnika S. Onofrio.
Pozneje je bil imenovan še za:
- nadškofa (osebni naziv) Jesija (23. junij 1854);
- nadškofa Bologne (24. november 1871);
- tajnika v Rimski kuriji (22. december 1876);
- kardinal-škofa Albana (12. marec 1877) in
- prefekta Apostolske signature (15. julij 1878).